# St. Goar (Flieden)

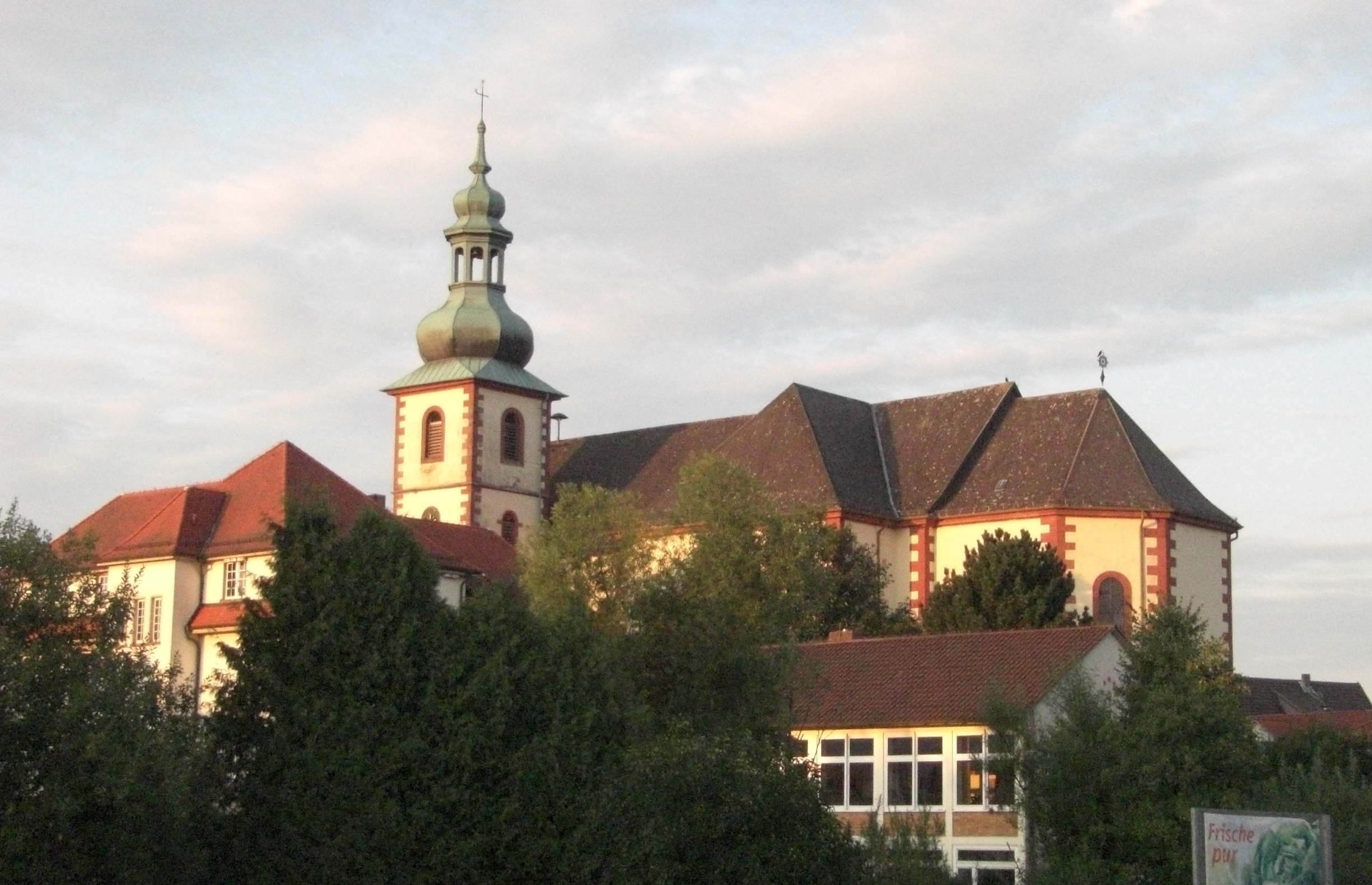
Blick von Südwesten auf Langschiff und Turm, im Vordergrund links das alte Schulhaus, rechts der Schulanbau

Sankt Goar ist ein römisch-katholischer Kirchenbau im osthessischen Flieden. Die barocke Saalkirche trägt das Patrozinium des heiligen Goar. Sie ist Pfarrkirche der Kirchengemeinde Christkönig Flieden und liegt im Dekanat Neuhof–Großenlüder des Bistums Fulda. Zur Pfarrei gehören auch die Filialkirchen Mariä Himmelfahrt (Wallfahrtskirche) in Rückers, St. Joseph in Magdlos, Heilige Familie in Döngesmühle und Herz Jesu in Schweben.
Die Entstehung des ersten Kirchengebäudes wird zwischen dem 13. und 16. Jahrhundert angenommen, davon sind die Kreuzkapelle und der untere Teil des Turms erhalten. Der Bau wurde in zwei Erweiterungen (1717–1720 und 1926–1927) umfangreich erweitert.

## Lage
Die Kirche befindet sich im Fliedetal in der Mitte des Ortes auf einer Anhöhe, die nach Süden zum Magdloser Wasser hin stark abfällt.
Sie war im Mittelalter als Wehrburg eingerichtet und mit einem Mauerring umschlossen, von dem im Südosten noch Reste erhalten sind. Bis zur zweiten Erweiterung Anfang des 20. Jahrhunderts war die Kirche von einem Gräberfeld umgeben.
Das freistehende Gebäude ist in der nördlichen Hälfte vom Kirchplatz umgeben. An der Nordseite wird dieser mit einer Mauer und einer zentralen Treppe zur Hauptstraße begrenzt, der ehemaligen Via Regia, die als alte Handelsstraße Frankfurt am Main und Leipzig verband (auch „Alte Heerstraße“ genannt).
Im Osten grenzen Küsterhaus, ein Zugangsweg zum Kirchplatz, Pfarrhaus und Pfarrgarten an die Kirche an, die gemeinsam mit dem Pfarrheim den Pfarrhof umschließen. Im Süden und Südwesten liegen am Fuße der Anhöhe Schulhof sowie Gebäude der Fliedetalschule. Im Westen ist der Kirchhof mit Arkaden unterkellert, an dessen nördlicher Seite befindet sich ein Treppenaufgang. An der Nordwestecke befindet sich an der Stelle der ehemaligen Gaststätte Zur Linde ein Wohn- und Geschäftshaus aus den 1960er Jahren.
Auf dem Kirchhof stand bis zu Beginn des 20. Jahrhunderts eine Gerichtslinde, an der im Mittelalter das Dorfgericht abgehalten wurde.

## Geschichte

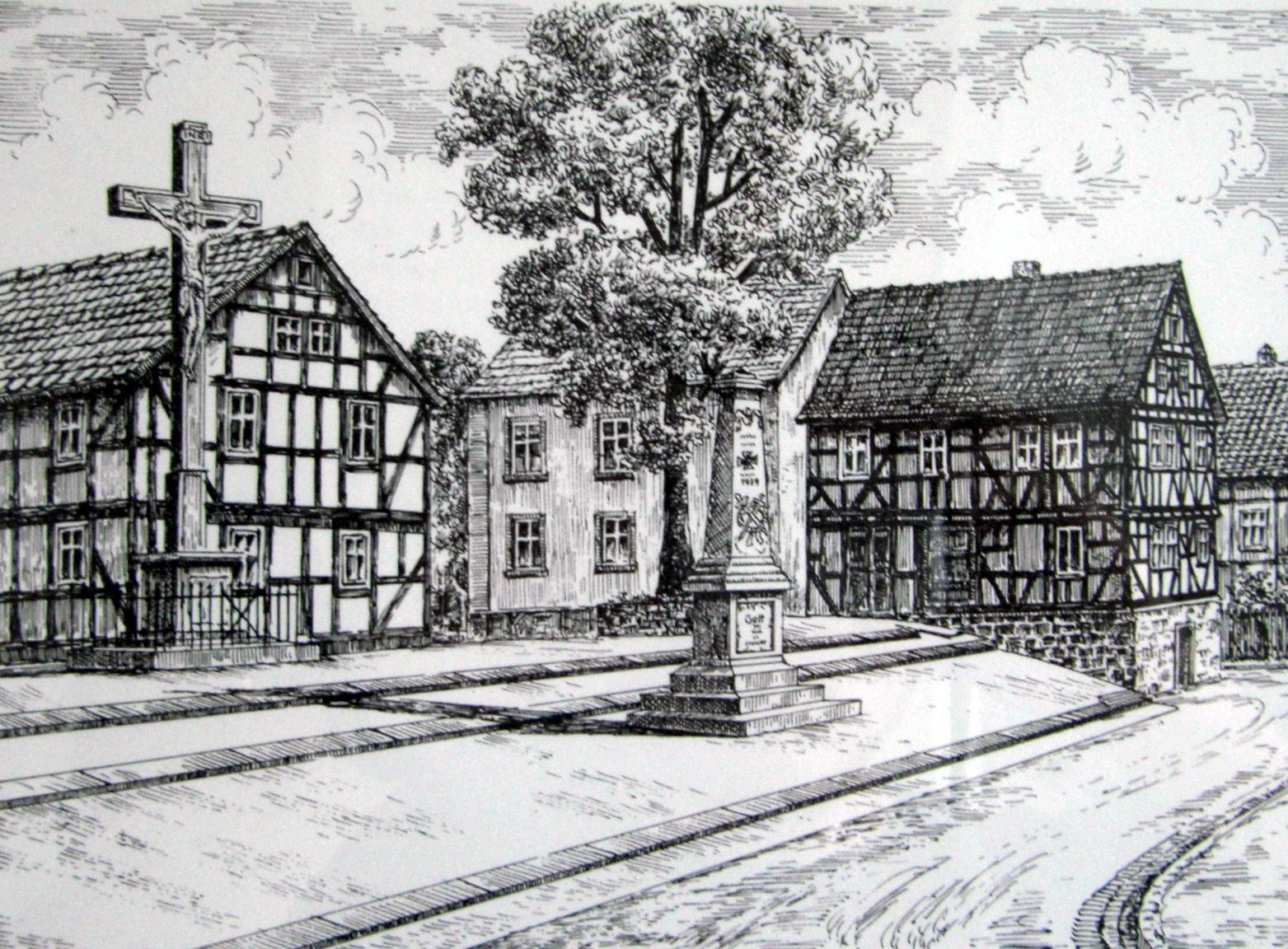
Kirchplatz mit alter Schule und Gasthof „Zur Linde“

Der Ort Flieden wurde im Jahre 806 erstmals erwähnt und gehörte ab 815 zum Zehntbereich des Klosters Fulda. 1244 wurde erstmals eine Pfarrei urkundlich erwähnt, die sich über das gesamte Fliedetal erstreckte.
Im Mittelalter wurde auf einer Anhöhe über der Fliede eine gotische Wehrkirche errichtet, für die es keine genaue Datierung gibt. Zu Beginn des 18. und des 20. Jahrhunderts wurde diese Kirche erweitert und dabei die Ausrichtung von Ost-West auf Nord-Süd geändert.

### Mittelalterliche Wehrkirche

Grundriss der mittelalterlichen Wehrkirche

Die ältesten Teile des Gebäudes sind Überreste einer mittelalterlichen Wehrkirche über deren Entstehung wenig bekannt ist. Der Bau wird zwischen dem 13. und 16. Jahrhundert angenommen, wahrscheinlich ist aber vor dem Jahr 1495, auf das das erhaltene Taufbecken datiert ist.
Die gotische Saalkirche war geostet und hatte einen rechteckigen Chorraum mit Spitzbogen. Das Portal befand sich im Westturm. Das Langhaus war etwa so lang wie das heutige Hauptschiff und besaß eine Empore, die durch eine Treppe im Turm zugänglich war. Fundamente nördlich des Chorraums lassen auf einen Sakristeianbau schließen.
Von diesem ursprünglichen Bau sind der untere Teil des Turms, der Chorraum als Seitenkapelle (Kreuzkapelle) und das Taufbecken von 1495 erhalten. Das Hauptschiff wurde beim ersten Ausbau 1720 entfernt.

### Erster Ausbau

Grundriss nach der ersten Erweiterung 1717–1720

Das Gotteshaus wurde für die aufstrebende Gemeinde immer enger (1708 hatte allein Flieden ohne die eingepfarrten Orte 596 Einwohner), so dass Ende des 17. Jahrhunderts die Empore vergrößert wurde und wenig später ein großangelegter Ausbau erfolgte.
Unter Pfarrer Johann Valentin Ignaz Schmitt wurde in den Jahren 1718–20 quer zur Ausrichtung der damaligen Kirche ein neues Langhaus errichtet, wodurch sich die Kirchenachse um 90° von Ost–West nach Nord–Süd drehte. Der alte Ostchor blieb dabei mit neuen Fenstern und nordseitigem Portal als Seitenkapelle erhalten, ebenso der um ein Stockwerk erhöhte Westturm. Das mittig gelegene Langhaus mit je zwei Fenstern und dazwischenliegenden Portalen wurde entfernt und durch den gedrehten Neubau ersetzt. Dieser erhielt im Süden einen Chor mit dreiseitigem Abschluss und zwei Rundbogenfenstern.
Der Grundstein des Neubaus wurde am 22. Juni 1717 durch Generalvikar Peter Schärpff gelegt, im August 1719 waren die Bauarbeiten abgeschlossen und am 19. Oktober wurde das Turmkreuz aufgesetzt.
Die Konsekration erfolgte schließlich am 16. Juni 1720 durch Fürstabt Konstantin von Buttlar.
Die meisten barocken Einrichtungen wurden in der Folgezeit angeschafft und sind größtenteils bis heute erhalten. Konstantin von Buttlar stiftete 1724 den Hochaltar, sein Nachfolger Adolf von Dalberg spendete 1726 einen Betrag von 200 Gulden. Dieses Geld wurde für die neue Empore (1727) und die ein Jahr später angeschaffte Orgel von Johannes Erhard Roth aus Neustadt und 46 Kirchenbänke verwendet. Die beiden Seitenaltäre wurde 1729, die Kanzel 1730 von einem Geldfund in einem Grab angeschafft.
Endgültig komplettiert wurde der neue Kirchenbau 1745 durch den Guss der Turmglocken.

### 18. und 19. Jahrhundert
In der gotischen Seitenkapelle wurde 1748 eine Kreuzigungsgruppe aufgestellt, deshalb wird sie auch Kreuzkapelle oder Kreuzaltar genannt.
Bereits 1756 wurde die keine 30 Jahre zuvor erworbene Orgel durch ein neues Instrument ersetzt, das von Johann Wolfgang Wiegand aus Borsch angefertigt wurde. Die neue Orgel verfügte über 15 Register und kostete 315 Gulden. Die alte Orgel wurde renoviert und an die Filialkirche in Rückers abgegeben.
1768 wurde ein neuer Kreuzweg an den Seitenwänden angebracht und löste damit die alten Stationsbilder ab.
Im 18. und frühen 19. Jahrhundert wurden zahlreiche Barockfiguren angeschafft, die aber nicht vollständig belegt sind: Im Inventarverzeichnis von 1812 wird berichtet, die Kirche sei „mit einer hinlänglichen Anzahl von Bildern, teils geschnitzt, teils gemahlt versehen“, während eine Auflistung von 1876 „acht Statuen im Hochaltar, drei auf den Nebenaltären, acht weitere im Presbyterium, fünf im Schiff, 14 Kreuzwegbilder, drei weitere Bilder“ nennt.

### Zweiter Ausbau

Grundriss nach der zweiten Erweiterung 1926

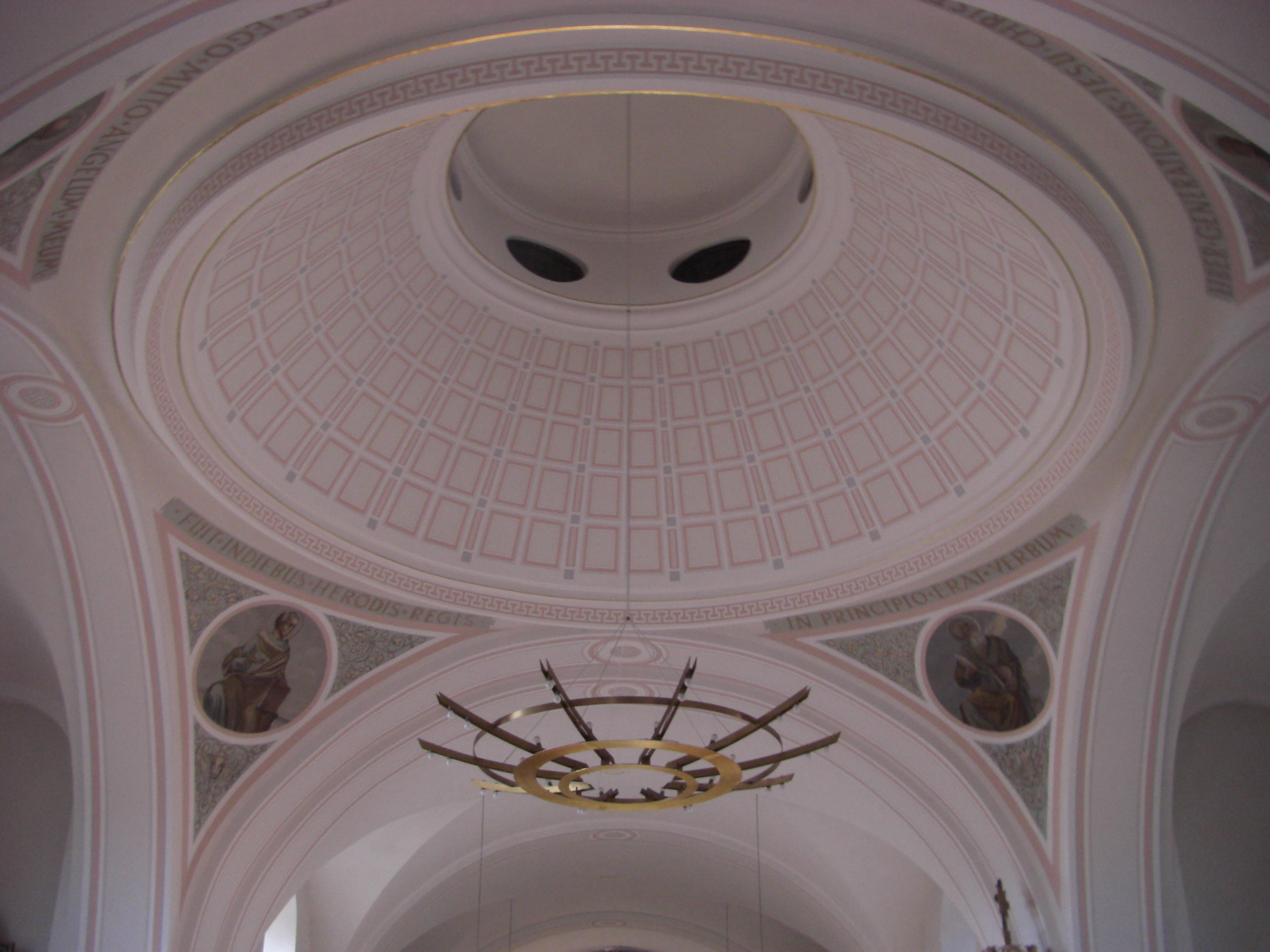
Kuppel an der Kreuzung von Haupt- und Querschiff

Unter Pfarrer Müller wurde 1904 nach 150 Jahren eine neue Orgel bestellt, die der Königlich Württembergische Hofbaumeister E. F. Walcker aus Ludwigsburg errichtete. Dieses neue Werk verfügte über 17 Register und zwei Manuale und kostete 5536 Mark ohne Gehäuse.
1926–27 wurde der Bau unter Pfarrer Franz Winter nach Süden über den damaligen Chor hinaus verlängert und erhielt einen größeren Altarraum mit darunterliegender Krypta sowie ein Querschiff und eine unter dem Giebeldach angebrachte Kuppel.

### 20. und 21. Jahrhundert
Nach dem Zweiten Weltkrieg ließ Pfarrer Georg Kind im Sommer 1946 die Kirche ausmalen. Die Orgel wurde von Alban Späth aus Fulda nach Plänen von Dr. Miller aus Weyhers umgebaut. Dies verlängerte zwar die Lebensdauer und verbesserte die klanglichen Eigenschaften der schadhaften Orgel, stellten aber keine dauerhaft befriedigende Lösung dar. Auch hatte sich durch die Erweiterung des Kirchenbaus in den 1920er Jahren der Innenraum nahezu verdoppelt, weshalb Dechant Eduard Paul schließlich im August 1962 den Neubau einer dreimanualigen Orgel beauftragte. Die alte Orgel wurde im Oktober 1963 abgebrochen und am 10. März des Folgejahres begann Matthias Kreienbrink den Neubau, der schließlich am 21. Juni 1964 geweiht wurde.
In den Jahren 1973 bis 1977 fanden umfangreiche Restaurierungen statt, unter anderem des Bodenbelags und der Holzplastiken und Altäre.
Seit 1985 ist auch die Krypta für den gottesdienstlichen Gebrauch hergerichtet.
Die letzte Innenrenovierung fand 2000–2003 statt, bei der der Innenanstrich unter Zugrundelegung der Ausgestaltung von 1946 erneuert und ein neuer Fußboden eingebaut wurde. Ebenso wurde die Beleuchtung vollständig erneuert. Im Erdgeschoss des Turmes wurde ein Andachtsraum eingerichtet.
Verlorene Schnitzereien wurden ergänzt und zusätzliche Plastiken als Kopien von historischen Vorlagen angeschafft.

Wechsel des Pfarrnamens von St. Goar auf Christkönig Flieden
Zum 1. Januar 2021 wurde die Pfarrei durch Bischof Michael Gerber umbenannt. Die neugegründete Pfarrei umfasst alle Fliedener Ortsteile und die früheren Pfarreien St. Goar (Flieden), Mariae Himmelfahrt (Rückers) und St. Joseph (Magdlos).

## Architektur
Der Grundriss entspricht seit der Erweiterung 1925 einem Doppelkreuz mit dem Querschiff als oberem Balken. Der untere Balken besteht aus den mittelalterlichen Gebäudeteilen, der Kreuzkapelle auf der linken und dem Turm auf der rechten Seite.

### Hauptportal
Das nach Norden ausgerichtete Hauptportal wird von zwei großen Rundfenstern mit darüberliegenden Bogennischen mit Sandsteinfiguren der Heiligen Goar (als Kleriker mit Buch und einer Mitra zu seinen Füßen) und Katharina (mit gebrochenem Rad) flankiert. Über dem Portal befindet sich ein Rundbogenfenster und auf Höhe der Giebelunterkante sitzt das Dachgesims, in dessen Mitte das Wappen des Fuldaer Fürstabts Konstantin von Buttlar angebracht ist. Über dem Gesims befindet sich ein mittiges Rundfenster.

### Chorraum

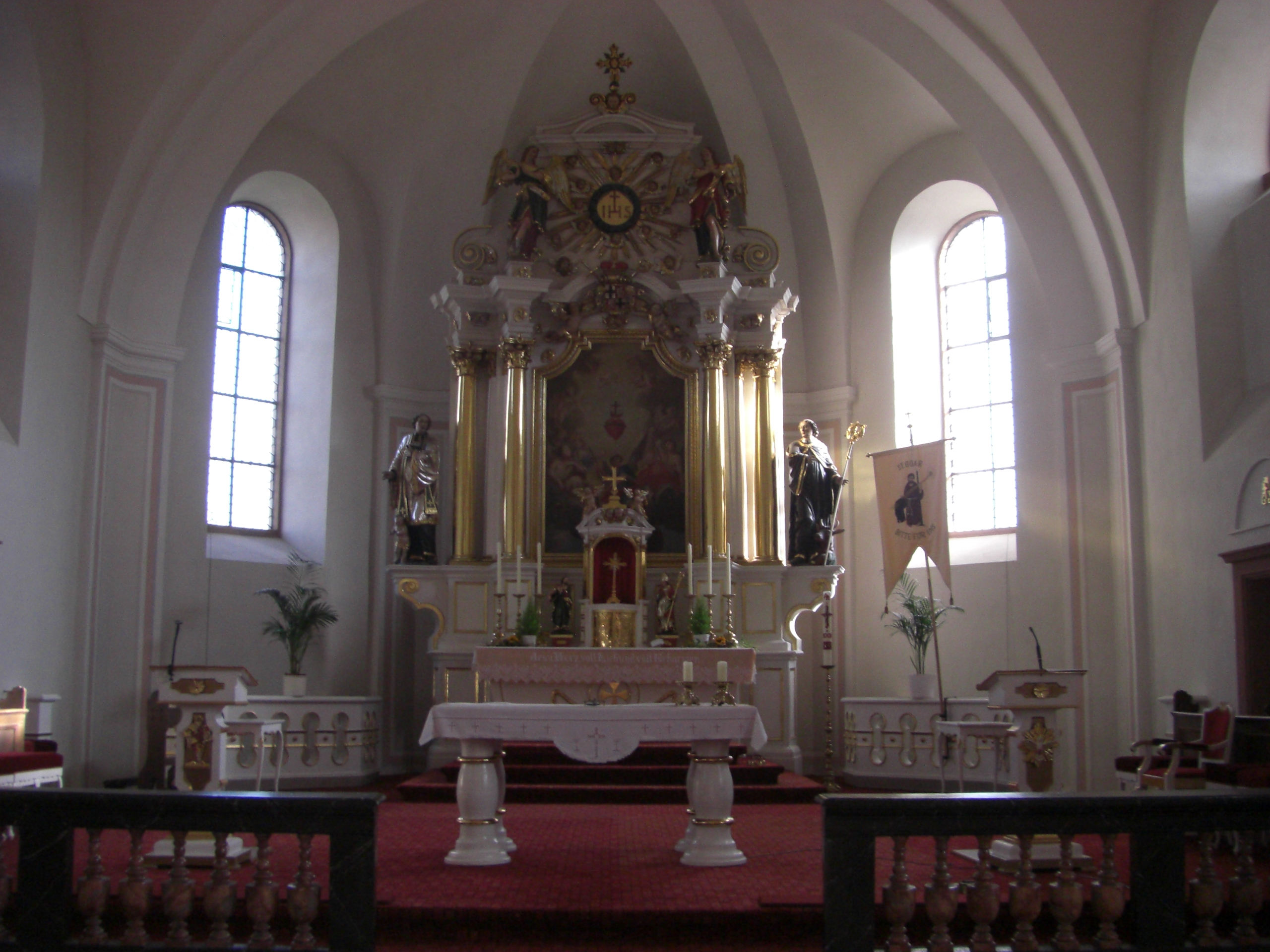
Chorraum mit barockem Hochaltar

Der hölzerne Hochaltar enthält ein Gemälde des Fuldaer Hofmalers Emanuel Wohlhaupter und wird von vier vergoldeten Säulen umrahmt, über denen zwei Engel stehen. Mittig über dem Altarbild sitzt ebenso wie über dem Hauptportal das Wappen des Fuldaer Fürstabts Konstantin von Buttlar.
Seitlich des Altares befinden sich große Rundbogenfenster in der in einzelne Wandflächen unterteilten Apsis und über den Sakristeitüren.
Auf beiden Seiten des Altares führen Treppen in die unter dem Chor liegende Krypta. Neben den Treppen ist je eine Tür zur linken und rechten Sakristei gelegen, wobei letztere als Abstellraum genutzt wird. Weiter entlang der Außenmauern folgen beidseitig die Sedilien für Priester, Ministranten, Lektoren und Kommunionhelfer, die aus einer hinteren hölzernen Bankreihe und einem davorstehenden Polsterschemel bestehen.
In der Mitte des Chores steht seit der Reform durch das Zweite Vatikanische Konzil ein hölzerner Volksaltar und seitlich davon je ein Ambo.
Der Chorraum wird zum Kirchenschiff hin durch einen Lettner aus schwarzem Marmor und zwei davorliegende steinerne Treppenstufen abgeschlossen.

### Orgel

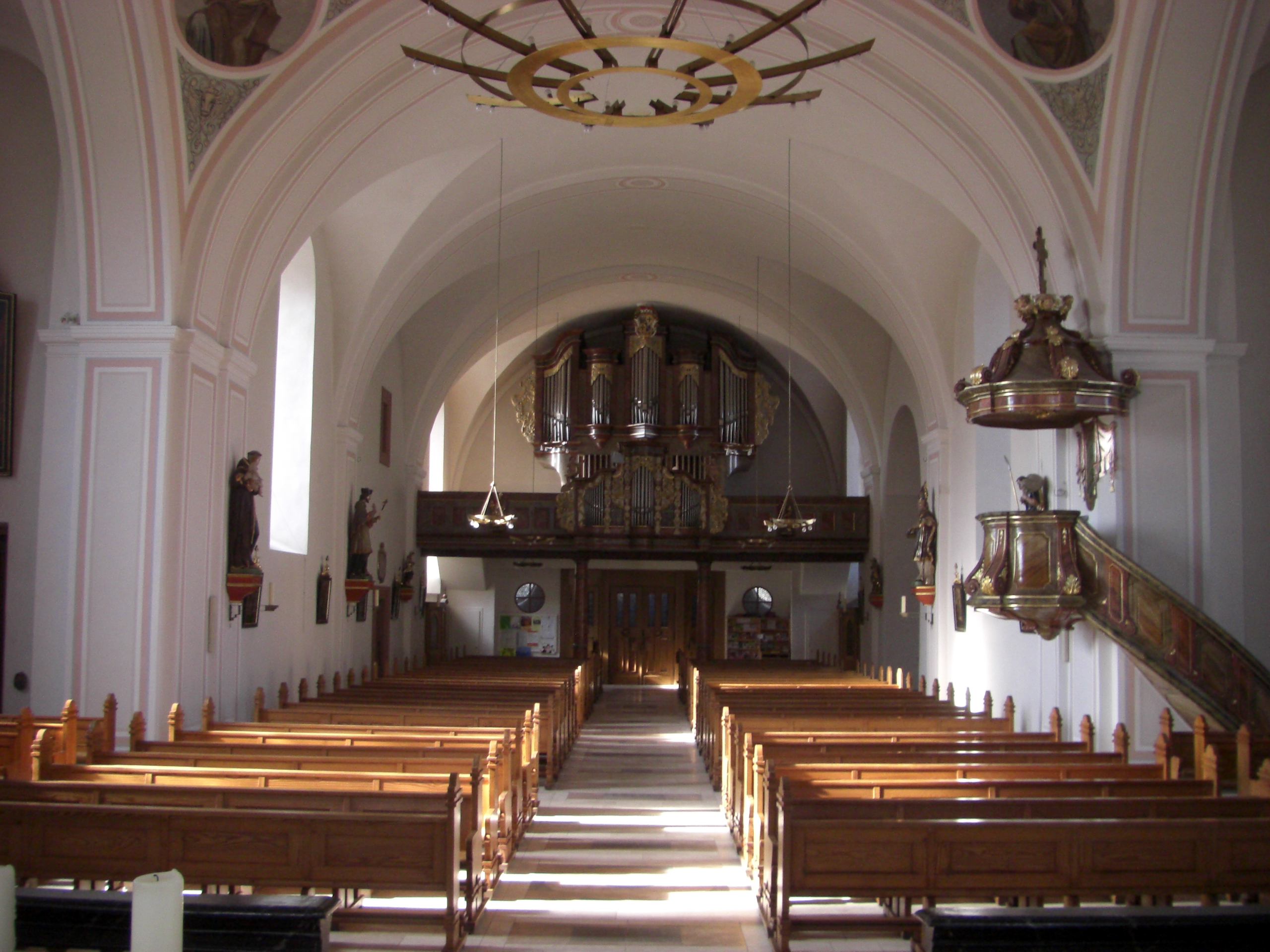
Hauptschiff mit Orgel

Die aus dem Jahr 1728 stammende erste Orgel wurde ebenso wie die Empore von Fürstabt Adalbert von Dalberg gespendet und trägt daher bis heute dessen Wappen. Bereits 1756 fertigte der Orgelbauer Johann Wolfgang Wiegand ein neues Instrument, dessen barockes Prospekt noch heute erhalten ist.
Die heutige Orgel aus dem Jahr 1964 stammt von Matthias Kreienbrink aus Osnabrück und verfügt über drei Manuale und 36 Register. Das Brüstungspositiv wurde von der alten Orgel von 1756 übernommen und besteht aus einem Rundturm in der Mitte und zwei großen Harfenfeldern außen, dazwischen liegt je ein kleines Flachfeld.
Das Hauptprospekt wurde dem barocken Gehäuse nachgebildet und hat einen großen mittigen Rundturm, flankiert von zwei kleineren und zwei großen Harfenfeldern. Das Instrument verfügt heute über folgende Disposition:
| I Rückpositiv C–f3 |      |
| Rohrflöte          | 8′   |
| Quintatön          | 8′   |
| Praestant          | 4′   |
| Nachthorn          | 4′   |
| Schwiegel          | 2′   |
| Sifflöte           | 1′   |
| Sesquialter        |      |
| Scharf IV          | 2⁄3′ |
| Schalmei-Regal     | 8′   |
| Tremulant          |      |

| II Hauptwerk C–f3 |       |
| Großgedackt       | 16′   |
| Prinzipal         | 8′    |
| Gedackt           | 8′    |
| Oktave            | 4'    |
| Gemshorn          | 4′    |
| Quinte            | 2 ⁄3′ |
| Oktave            | 2′    |
| Mixtur VI         | 1 ⁄3′ |
| Hellzimbel III    | 2⁄3′  |
| Trompete          | 8'    |

| III Schwellwerk C–f3 |              |
| Engprinzipal         | 8′           |
| Zartgedackt          | 8′           |
| Prinzipalflöte       | 4′           |
| Kleingedackt         | 4'           |
| Blockflöte           | 2′           |
| Nasat                | 2 ⁄3′        |
| Non-Sept             | 1 ⁄7′ + 8⁄9′ |
| Forniture IV         | 1′           |
| Holzdulzian          | 16′          |
| Hornoboe             | 8'           |

| Pedal C–d1    |       |
| Subbass       | 16′   |
| Prinzipalbass | 8′    |
| Gedacktpommer | 8′    |
| Choralbass    | 4′    |
| Bauernflöte   | 2′    |
| Hintersatz IV | 2 ⁄3′ |
| Posaune       | 16′   |

- Koppeln: 5 Koppeln
- Spielhilfen: 2 freie Kombinationen, Tutti, Absteller, Schwelltritt, Schwellwalze

Mechanische Spieltraktur, elektrische Registertraktur

## Glocken
Im Turm der Kirche hängen vier Glocken. Zwei Mal erhielt die Kirche Glocken der Glockengießerei Otto aus Hemelingen/Bremen. Im Jahr 1931 goss Otto für St. Gor drei Glocken, welche aber im Zweiten Weltkrieg beschlagnahmt und eingeschmolzen wurden. Bald nach dem Ende des Zweiten Weltkriegs 1945 lieferte Otto im Jahre 1948 drei neue Bronzeglocken. Eine vierte kleine Glocke stammt aus dem Jahre 1505. Sie blieb von Beschlagnahmen verschont.
| Glocke | Name                | Durchmesser | Schlagton |
| ------ | ------------------- | ----------- | --------- |
| 1      | Herz Jesu           | 1460 mm     | d′        |
| 2      | St. Joseph          | 1228 mm     | f′        |
| 3      | St. Goar Wendelinus | 1094 mm     | g′        |
| 4      | Wetterglocke        |             | a′        |